# Bryggaregatan
Bryggaregatan är en gata inom stadsdelen Inom Vallgraven i Göteborg. Den är cirka 65 meter lång, och sträcker sig från Skeppsbron till Stora Badhusgatan.
Gatan fick sitt namn 1861 och uppkallades efter Oskarsdals bryggeri, som under 1800-talets första hälft låg vid nuvarande Surbrunnsgatan 4.